# 羅斯·哈欽斯
羅斯·丹·哈欽斯（英語：Ross Dan Hutchins，1985年2月22日—）是一位英國已退役職業網球運動員。他曾参加2010年英联邦运动会，在男子双打项目上获得银牌。
截至目前為止，哈欽斯奪得5座ATP雙打冠軍。

## 外部連結
- 羅斯·哈欽斯（英文/西班牙文）的官方資料
- 羅斯·哈欽斯的國際網球總會 職業／青少年 官方資料（英文）
- 羅斯·哈欽斯的官方資料（英文）